# Åtvidaberg (gemeente)
Åtvidaberg is een Zweedse gemeente die gedeeltelijk in Östergötland en gedeeltelijk in Småland ligt. De gemeente behoort tot de provincie Östergötlands län. Ze heeft een totale oppervlakte van 784,3 km² en telde 11.817 inwoners in 2004.

## Plaatsen
| # | Plaats      | Inwoneraantal |
| - | ----------- | ------------- |
| 1 | Åtvidaberg  | 6947          |
| 2 | Grebo       | 979           |
| 3 | Björsäter   | 437           |
| 4 | Berg        | 335           |
| 5 | Falerum     | 304           |
| 6 | Kvarnvik    | 83            |
| 7 | Björksätter | 59            |